# Michel Leblond
Michel Leblond (Reims, 1932. május 10. – Reims, 2009. december 17.) francia válogatott labdarúgó.
Pályafutását két klubban töltötte. Az 1950-es évek nagy európai klubjában, a Stade de Reimsben a középpálya stabil pontja volt és négyszeres bajnok lett, pályafutása vége felé a RC Strasbourgban is játszott három idényben.
Rövid ideig a válogatottnak is tagja volt, így részt vett az 1954-es világbajnokságon.
Ő volt a BEK-döntők történetének első gólszerzője 1956-ban.
1975-ben rövid ideig a Stade de Reims vezetőedzői pozícióját is betöltötte.

## Sikerei, díjai
Stade de Reims
- Francia bajnok: 1952–53, 1954–55, 1957–58, 1959–60,
- Francia kupa: 1957–58
- Bajnokcsapatok Európa-kupája ezüstérmes: 1956–57, 1959–60